# Explosion of a Motor Car
Explosion of a Motor Car je britský němý film z roku 1900. Režisérem je Cecil Hepworth (1873–1953). Film trvá zhruba jednu minutu a premiéru měl ve Spojeném království v červenci 1900. Ve Spojených státech byl film uveden společnostmi Kleine Optical Company a Selig Polyscope Company pod názvy Explosion of an Automobile nebo The Delights of Automobiling.

## Děj
Dva páry se projíždí venkovskou silnicí ve svém automobilu. Tomu však po chvíli zničehonic exploduje motor a na místo nehody přichází policista, který si musí dávat pozor, aby na něj ze vzduchu nespadly kusy těl pasažérů. Poté se pustí do skládání, přičemž si dělá poznámky do svého zápisníku.

## Obsazení
| Cecil Hepworth | policista |
| Henry Lawley   | pasažér   |